# 久留米空襲

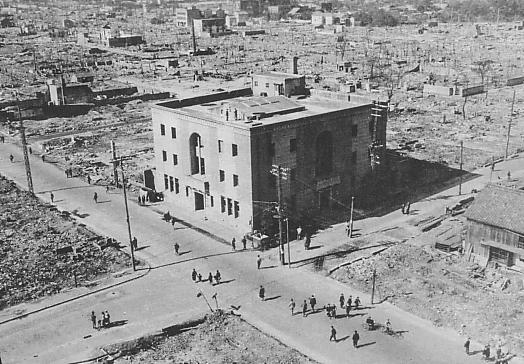
終戦直後にデパート旭屋（後の久留米井筒屋、現・久留米シティプラザ）から撮影された六ツ門交差点（1945年10月25日）
中央の建物は住友銀行（現・三井住友銀行）久留米支店。奥の見切れている黒い建物が久留米市役所。

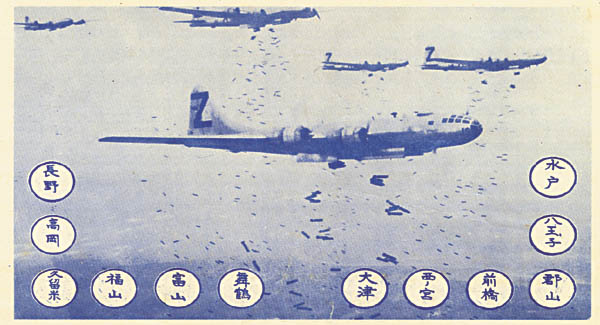
8月1日に散布された、各都市への空襲を予告する伝単。左下に「久留米」の名前がある。伝単の裏面には、書かれた都市の「若干」を爆撃するという警告が書かれている。

久留米空襲（くるめくうしゅう、久留米大空襲の表記もある）は、第二次世界大戦中の1945年（昭和20年）8月に福岡県久留米市を襲った空襲。狭義では、8月11日午前10時20分ごろに襲った空襲を指す。

## 空襲の概要

### 空襲の背景
大牟田市や大刀洗陸軍飛行場、福岡市が空襲を受ける中、筑後地方の主要都市であり、日本タイヤ（現・ブリヂストン）や日本ゴム（現・アサヒシューズ）、日華護謨工業（現・ムーンスター）といったゴム製品・皮革製品の生産拠点だった久留米市は、1945年7月になっても空襲を受けなかった。しかし、8月5日頃には久留米上空にも偵察機が飛来するようになり、筑後川の河川敷や郊外の山中に避難する市民が続出した。そのため、久留米市防空本部は男子の夜間避難を禁じ、在宅を命じるほどだった。8月7日には鹿児島本線の荒木駅が機銃掃射の被害に遭い、44人の死傷者があった。
7月31日から8月3日にかけて、アメリカ軍が日本各地に散布した空襲を予告する伝単にも久留米の名前が2回入ったが、この伝単で予告された一連の空襲でも、久留米市は空襲を受けなかった。

### 8月11日の空襲
1945年8月11日、9時20分に「敵中型6機が飯塚付近を南西進中」とのラジオ発表から空襲警報が発令され、9時50分に「敵の中型編隊が薩摩半島を北進中」、10時15分に「大型機20数機有明海上空を北進中」のラジオ発表を経て、午前10時20分ごろ、沖縄から離陸した約150機ものアメリカ陸軍航空軍のB-24爆撃機が日中に飛来し、約20分間にわたり市街地を焼夷弾で空襲した。
同日午後1時、西部軍管区は以下のように発表した。

第一銀行久留米支店（現・みずほ銀行久留米本町出張所）屋上から見た東（明治通り東部）方面 右の道路は明治通りで筑後軌道の線路が残る。右上奥の建物はデパート旭屋、明治通りを挟んだ3階建ての建物は住友銀行久留米支店
同屋上から見た南西（荘島町）方面 中央上の高層建物と煙突日清製粉久留米工場、左上奥の低層建物が日華護謨工業（現・ムーンスター）本社工場
同屋上から見た南方（本町、小頭町）方面 中央下から右へ走る道路が柳川往還（現在は国道264号の東側の市道）。左上の道路が一丁田通り（現・県道753号）
同屋上から見た北方（三本松町）方面 中央が現在の三本松公園付近で、右の道路は柳川往還（一部が市道として現存）。左上奥の黒い建物が久留米市役所
現在の明善高校南交差点付近から見た北東（城南町）方面の焼け野原 中央は久留米公会堂（現・市役所駐車場）。左の森に囲まれた屋敷は石橋徳次郎邸（現・石橋迎賓館）

### 8月12日の空襲
市街地の大半が焼失した翌日の8月12日午後4時30分ごろ、「グラマン及びロツヒート型の飛行機十数機（原文ママ）」が飛来し、筑後川にかかる鹿児島本線の久留米鉄橋や日本ゴムの工場を爆撃し、小森野町や山川町を機銃掃射した。鹿児島本線が数時間不通になったのみで被害は軽微だったが、爆弾のため爆発音が大きく、市民へ与えた恐怖心が多大だった。

## 被害

### 死傷者
8月11日の空襲での死者は、8月14日の調査では212名となっていたが、戦後の調査では214名とされているほか、228人とする文献もある。死因はいずれも焼死で、防空壕内で焼死していたほか、消火にあたる警防団員も警鐘を鳴らしながら絶命するほどだった。炎を避けて市内の池町川に逃れた避難民は、川が煙道となったため十数人が折り重なって死亡した。また、重軽傷者は176名から160人を数えた。

### 罹災
白昼の空襲だったことから、機銃掃射や「新型爆弾」への危惧で市民の大半が初期消火よりも防空壕への退避を優先した上に、火勢が強く、夏場の水不足と火災による水道管の破裂で消火活動は捗らなかった。鎮火した午後1時ごろまでの2時間30分で被害面積は市街地のおよそ7割の約1.75平方kmに及んだ。罹災者は2万23人、罹災戸数は4,506戸に達した。久留米駅や久留米ホテル、久留米市公会堂、喜多村石油が全焼したほか、日華護謨工業は本社工場の3分の1（9,900平方m）を焼失して資本金300万円を超す370万円の損害を被った。一方で、久留米市役所や久留米警察署などの行政の拠点や、留守第18師団、歩兵第48連隊などの軍事拠点には被害が少なかったことから、戦後の復興に役立った。

### 不発弾
1958年（昭和33年）に久留米郵便局が道路拡張で移動する際に不発弾1発が見つかった。六ツ門町では、1979年（昭和54年）10月と1981年（昭和56年）8月1日（2発）、1986年（昭和61年）9月に工事現場から不発弾が見つかり、陸上自衛隊によって不発弾処理が実施された。21世紀に入っても、2014年（平成26年）4月と6月に久留米シティプラザ建設現場で2度にわたり不発弾が見つかり、陸上自衛隊によって撤去された。

## 慰霊
1952年（昭和27年）8月、小頭町公園に戦災死者慰霊碑が建立され、毎年8月11日に慰霊祭が行われるほか、午前10時30分に市内一斉にサイレンが鳴らされる。

## 現存する被爆遺構・遺物

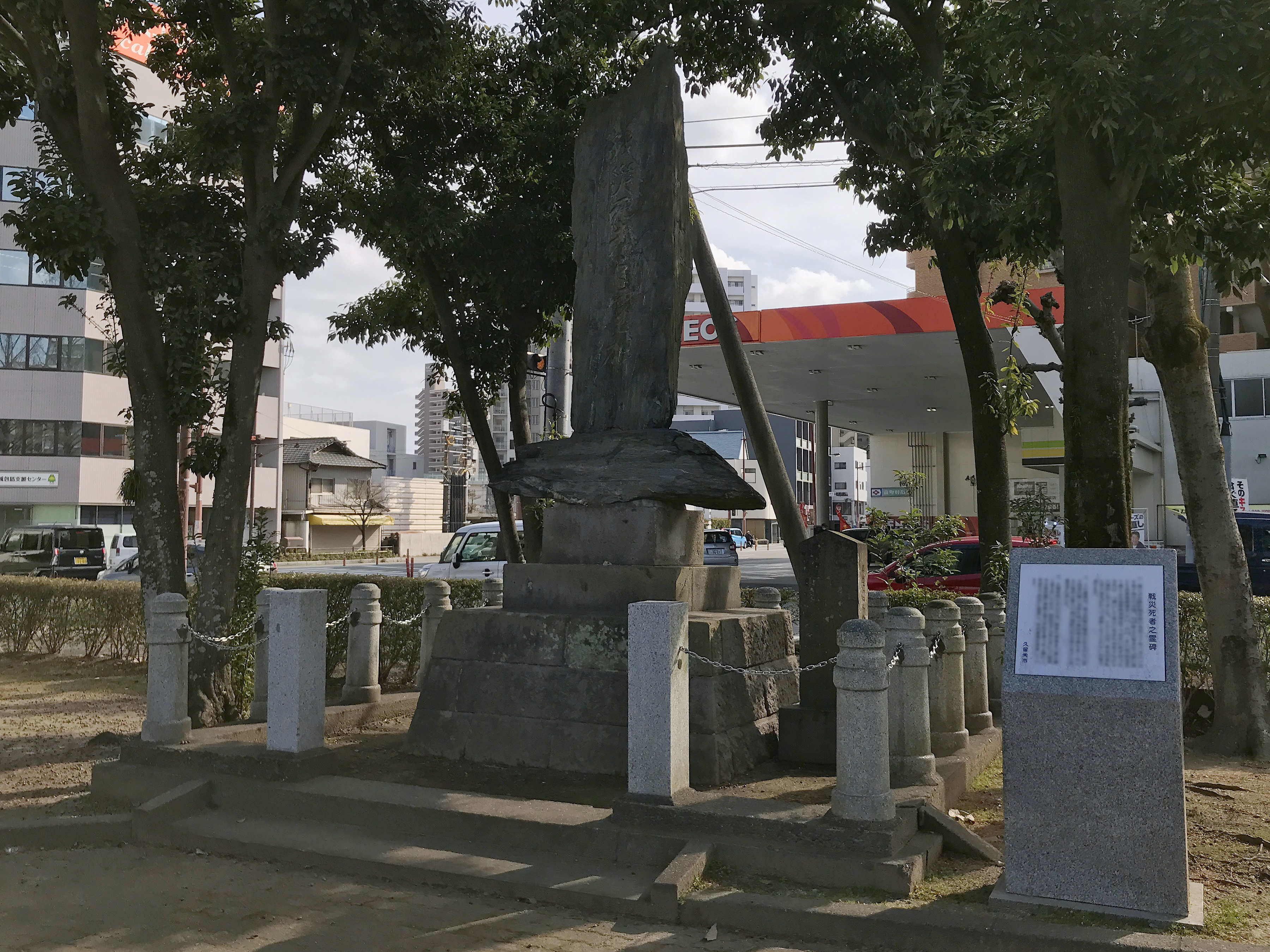
小頭町公園にある慰霊碑「戦災死者之霊碑」

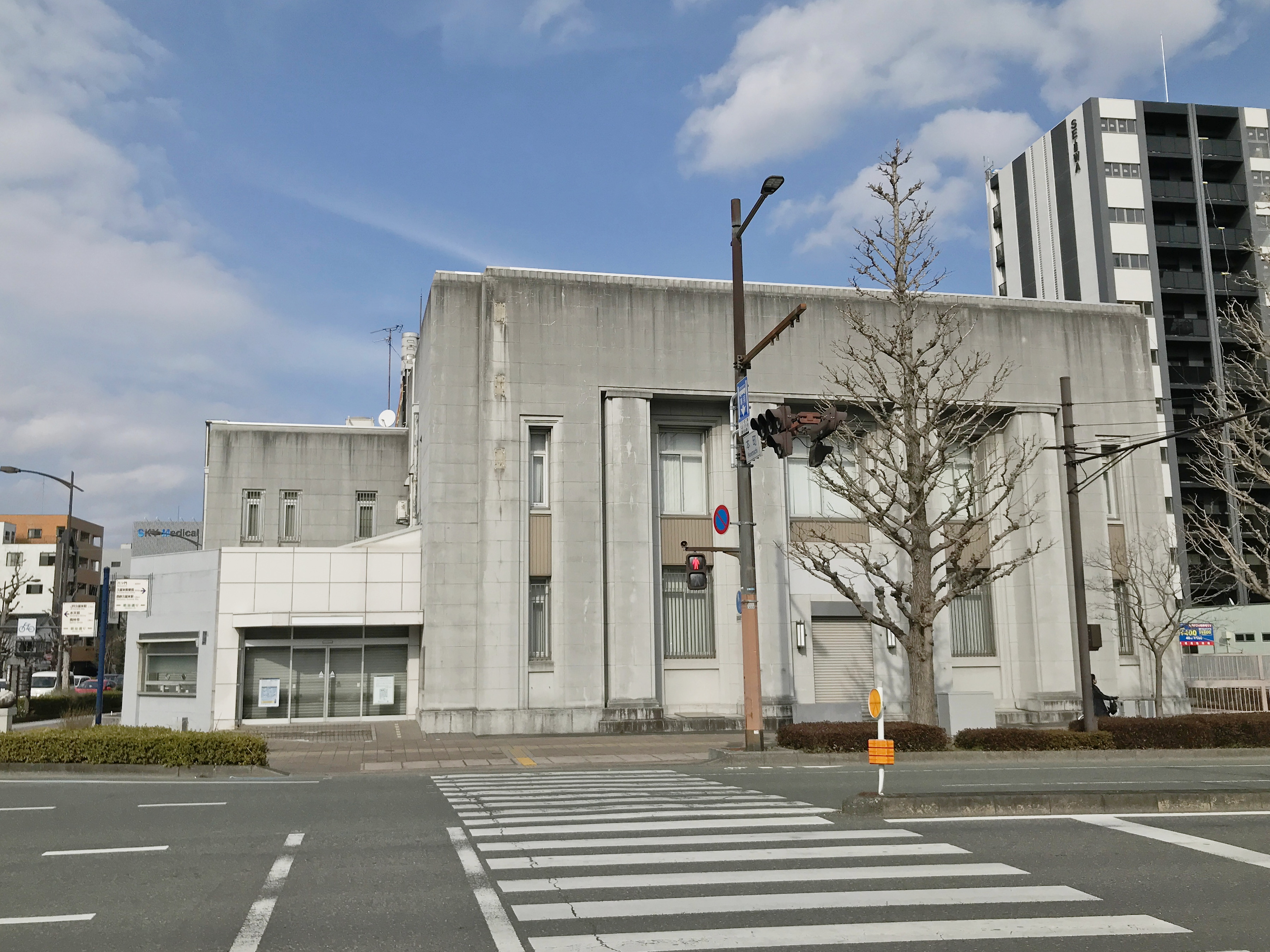
みずほ銀行久留米支店（2024年）

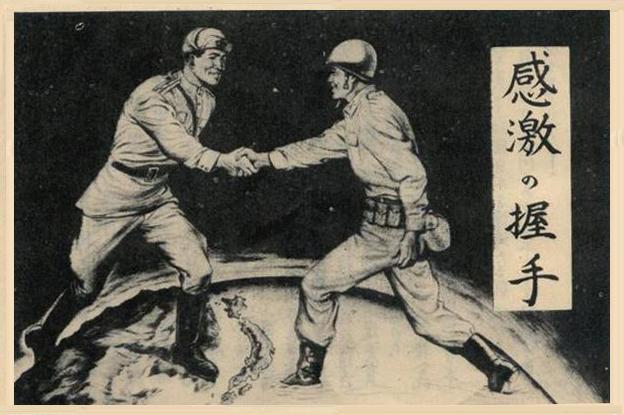
久留米にも散布されたソ連対日参戦を告げる伝単「感激の握手」

### 遺構
- 住友銀行久留米支店の建物は、三井住友銀行久留米支店となった現在も、空襲当時の建物が用いられている。
- 第一銀行久留米支店の建物も、みずほ銀行久留米支店として長らく用いられていたが、2020年（令和2年）10月12日に久留米支店が移転したため、保存を願う声が挙がっている[28]。
- 城南町にある素戔嗚神社の狛犬は、空襲の際に顔面が欠けてしまい、油脂焼夷弾により一部が黒変した。現在も修復されず、欠けた面に由来が彫られている[29][30]。
- 日吉町にある粟島神社の鳥居は、垂木の部分が失われ、柱も欠けていたのを継いで復元された[30]。

### 遺物
- 8月11日の空襲の際、金丸国民学校（現・久留米市立金丸小学校）で焼死した男性の頭部から焼夷弾の破片が見つかった。この破片は男性の娘が所有しており、折に触れて取材されている[29]。
- 空襲の前後に久留米に散布された伝単のうち、ソ連対日参戦を告げる伝単が1枚現存する[29]。